# 做夢的 15歲
《做夢的 15歲》（夢見る 15歳）是日本女子偶像組合S/mileage的第1张单曲，於2010年5月26日由hachama发售。

## 概要
- 《做夢的 15歲》是S/mileage正式出道的第一張單曲。
- 此單曲有3個版本，分別有「初回生産限定盤A」、「初回生産限定盤B」和「CD ONLY」。「初回生産限定盤」收錄了《做夢的 15歲》的PV。
- 在6月7日於Oricon公信榜单曲每週排行榜取得第5位。
- 第52屆日本唱片大獎「最優秀新人賞」的獲獎歌曲。

## 收錄内容

### CD
1. 做夢的 15歲
（作詞、作曲：淳君　編曲：平田祥一郎）
2. 謝謝！焦糖布丁的友誼（サンキュ!クレームブリュレの友情）
（作詞：亜伊林　作曲：淳君　編曲：藤澤慶昌）
3. 做夢的 15歲（Instrumental）

### DVD（初回生産限定盤A）
1. 做夢的 15歲（Dance Shot Ver.）

### DVD（初回生産限定盤B）
1. 做夢的 15歲（Another Ver.）